# Millbrae (Kalifornija)
Millbrae je grad u američkoj saveznoj državi Kalifornija. Prema popisu stanovništva iz 2010. u njemu je živjelo 21.532 stanovnika.